# Liste des maires de Boulogne-Billancourt
La liste des maires de Boulogne-Billancourt présente la liste des maires de la commune française de Boulogne-Billancourt, située dans le département des Hauts-de-Seine en région Île-de-France.

## Liste des maires

### Entre 1790 et 1944
| Période          | Période          | Identité                    | Étiquette      | Qualité |
| ---------------- | ---------------- | --------------------------- | -------------- | --- |
| 30 janvier 1790  | septembre 1790   | Romain Bouzenot             |                | |
| septembre 1790   | novembre 1791    | Jean-Pierre Breuillée       |                | Blanchisseur |
| 1791             | 1793             | Pierre Vauthier             |                | Marchand mercier |
| 1793             | 1794             | Pierre-Henri Grenet         |                | |
| 1795             | 1795             | François Guérard-La Couture |                | |
| 1795             | 1798             | Pierre Vauthier             |                | Marchand mercier |
| 1799             | 1800             | Charles-Félicien Dussault   |                | |
| 1800             | 1808             | François Pance              |                | Notaire public |
| 1808             | 1814             | Pierre Vauthier             | Bonapartiste   | Marchand mercier |
| 1814             | 1821             | Marie-Alexandre Noël        |                | Notaire |
| 1821             | 1829             | Guillaume-Gervais Bosselet  |                | |
| 1829             | 1831             | Jean-François Collas        |                | |
| 10 janvier 1832  | 3 mai 1833       | François Guillaume          |                | |
| 1833             | 1838             | Jean-François Collas        |                | |
| 1838             | 1844             | Amable-Louis-Claude Sciard  |                | Capitaine |
| 15 aout 1844     | 1855             | Lopignon Ollive             |                | Capitaine de la garde nationale de Paris |
| 1855             | 1864             | Antoine Thièble             |                | |
| 6 juillet 1864   | 1870             | Charles Dobelin             |                | |
| 1870             | 1871             | Jules-Joseph Bezançon       |                | Médecin |
| 13 août 1871     | 7 mai 1876       | Armand Naudot               |                | Médecin |
| 23 mai 1876      | 8 octobre 1876   | Jean-Modeste Fauchaut       |                | Négociant et photographe Conseiller d'arrondissement |
| 8 octobre 1876   | 15 mai 1892      | Louis-Étienne Liot          |                | |
| 15 mai 1892      | 16 mai 1896      | Jacques Clément             |                | |
| 16 mai 1896      | mai 1900         | Édouard-Alexandre Jochum    | PRRRS          | Céramiste |
| mai 1900         | 10 décembre 1919 | Pierre-Paul-Marie Lagneau   | Rép.prog.      | |
| 10 décembre 1919 | 22 juillet 1922  | André Morizet               | SFIO puis SFIC | Journaliste, docteur en droit Suspendu le 22 juillet 1922 |
| août 1922        | 21 juillet 1923  | Jules Henripré              | PCF puis USC   | Mécanicien-ajusteur Démissionnaire |
| 21 juillet 1923  | 30 mars 1942     | André Morizet               | USC puis SFIO  | Journaliste, docteur en droit Sénateur de la Seine (1927 → 1942) Conseiller général de la Seine (1925 → 1927) Maintenu par le régime de Vichy le 8 mai 1941 Décédé en fonction |
| 4 avril 1942     | 20 octobre 1944  | Robert Colmar               |                | Nommé président de la délégation spéciale par arrêté du ministre de l'Intérieur                                                                                                |

### Depuis 1944
Depuis la Libération, sept maires se sont succédé à la tête de la commune.
| Période         | Période                       | Identité                 | Étiquette               | Qualité |
| --------------- | ----------------------------- | ------------------------ | ----------------------- | --- |
| 20 octobre 1944 | 17 février 1965               | Alphonse Le Gallo        | SFIO                    | Ancien secrétaire adjoint de mairie, résistant Député de la Seine (32e circ.) (1962 → 1965) Conseiller général de la Seine (1945 → 1965) Président du conseil général de la Seine (1958 → 1959) Président du Comité local de Libération, décédé en fonction              |
| 26 mars 1965    | 21 mars 1971                  | Albert Agogué            | Soc.ind. (ex-SFIO)      | Fondé de pouvoirs de banque retraité |
| 21 mars 1971    | 21 mai 1991                   | Georges Gorse            | UDR puis RPR            | Professeur puis ambassadeur Ministre du Travail, de l'Emploi et de la Population (1973 → 1974) Député des Hauts-de-Seine (10e puis 9e circ.) (1967 → 1993) Conseiller général de Boulogne-Billancourt-Nord-Est (1967 → 1988) Démissionnaire                              |
| 21 mai 1991     | 25 juin 1995                  | Paul Graziani            | RPR                     | Administrateur civil au ministère de l'Économie et des finances Premier adjoint au maire (1971 → 1991) Député des Hauts-de-Seine (10e circ.) (1973 → 1978) Sénateur des Hauts-de-Seine (1986 → 1995) Président du conseil général des Hauts-de-Seine (1982 → 1988)       |
| 25 juin 1995    | 17 mars 2007                  | Jean-Pierre Fourcade     | UDF-PR puis DL puis UMP | Inspecteur des finances Ministre (Gouv. Chirac I, Barre I et II) (1974 → 1977) Sénateur des Hauts-de-Seine (1977 → 2011) Conseiller général de Saint-Cloud (1973 → 1989) Maire de Saint-Cloud (1971 → 1992) Président de la CA Val de Seine (2004 → 2008) Démissionnaire |
| 17 mars 2007    | 21 mars 2008                  | Pierre-Mathieu Duhamel   | UMP                     | Ancien haut fonctionnaire, chef d'entreprise |
| 21 mars 2008    | En cours (au 15 février 2023) | Pierre-Christophe Baguet | UMP puis LR             | Conseiller en communication Député des Hauts-de-Seine (9e circ.) (2008 → 2012) Président de GPSO (2010 →) Président du SMCVS Conseiller départemental de Boulogne-Billancourt-1 (2015 →) Réélu pour le mandat 2020-2026,                                                 |

## Conseil municipal actuel
Les 55 sièges composant le conseil municipal ont été pourvus le 15 mars 2020 lors du premier tour de scrutin. Actuellement, il est réparti comme suit : 

## Pour approfondir